# Okręg administracyjny 6 Düsseldorfu
Okręg administracyjny 6 Düsseldorfu, Düsseldorf-Stadtbezirk 6, Stadtbezirk 6 – okręg administracyjny (niem. Stadtbezirk) w Düsseldorfie, w Niemczech, w kraju związkowym Nadrenia Północna-Westfalia, w rejencji Düsseldorf.  
W skład okręgu administracyjnego wchodzą cztery dzielnice (Stadtteil):
1. Lichtenbroich
2. Mörsenbroich
3. Rath
4. Unterrath.